# Nuno Mendes (Ruderer)
Nuno Mendes (* 10. Mai 1984 in Miragaia, eine Stadtgemeinde Portos) ist ein portugiesischer Leichtgewichts-Ruderer. 
Mendes begann 1994 mit dem Rudersport, 2004 trat er erstmals im Weltcup an. Ebenfalls 2004 belegte er zusammen mit Pedro Fraga den zweiten Platz bei den U23-Weltmeisterschaften im Leichtgewichts-Doppelzweier, die beiden konnten diesen Erfolg 2005 wiederholen. 2006 erreichten die beiden in Posen erstmals ein A-Finale im Weltcup und wurden Sechste, bei den Olympischen Spielen 2008 belegten sie den achten Platz. Nach dem fünften Rang bei den Ruder-Europameisterschaften 2009 gewannen sie bei den Europameisterschaften 2010 vor heimischem Publikum die Silbermedaille, bei den Ruder-Weltmeisterschaften 2010 belegten die beiden den sechsten Platz. 2011 erreichten sie den dritten Platz beim Weltcup in Hamburg, ebenfalls Dritte wurden sie bei den Europameisterschaften 2011. 2012 ruderten die beiden bei den Olympischen Spielen 2012 ins Finale und belegten den fünften Platz. 
Der 1,75 m große Nuno Mendes ist Student und rudert für den SC Porto.